# Pennahia argentata
Pennahia argentata is een straalvinnige vis uit de familie van ombervissen (Sciaenidae) en behoort derhalve tot de orde van baarsachtigen (Perciformes). De vis kan een lengte bereiken van 28 cm.

## Leefomgeving
Pennahia argentata is een zoutwatervis. De vis prefereert een gematigd klimaat en leeft hoofdzakelijk in de Grote Oceaan. De diepteverspreiding is 0 tot 40 m onder het wateroppervlak.

## Relatie tot de mens
Pennahia argentata is voor de visserij van aanzienlijk commercieel belang. In de hengelsport wordt er weinig op de vis gejaagd.